# 채동석
채동석( 1964년 5월 18일 ~ )은 애경그룹  부회장을 맡고 있는 대한민국의 기업인이다.

## 생애
1964년 서울에서 애경그룹 창업주 채몽인(蔡夢印)과 장영신의 차남으로 태어났다. 할아버지는 조선시대 제주판관을 역임한 채구석(蔡龜錫)이다.
성균관대학교 철학과 3학년 때 미팅으로 만난 동갑내기 이정은 AK플라자 크리에이티브 전략실 실장(전무)과 만나 결혼했다. 
배우자 이정은의 아버지 이병문씨는 고 박정희 대통령 시절에 예편한 4성 해병대 사령관 출신으로 아세아시멘트 회장을 지냈다. 
성균관대학교 철학과를 졸업한 뒤 미국 조지워싱턴 대학교 경영대학원에서 MBA를 취득했다.
2001년 AK&F 대표이사로 처음입사했다.애경그룹에 입사한 후 애경백화점 대표이사, 수원애경역사 대표이사, 평택역사 대표이사, 애경그룹 유통, 부동산개발부문 부회장 등을 지냈다.
현재 애경그룹의 부회장으로 재직 중이며 유통과 부동산 개발 부문을 맡고 있다.
가습기살균제사건으로 AK산업대표이사 자격으로 재판과 청문회에 직접참석했다.
채동석 부회장은 가습기살균제 참사 대응을 두고 “돈이 얼마나 들어도 좋으니 막아라”, “돈으로 때워야 한다”는 취지의 이야기를 했던 것으로 전해졌다. 직접 주재한 회의에서는 “오너 리스크는 최대한 그룹 차원에서 관리해야 한다” “힘들더라도 감방 가지 않게 1~2년만 잘해주면 그 이후에 좋을 것”이라고 했다. 채 부회장의 구체적인 지시 내용은 가습기살균제 재수사 재판에서 공개되기도 했다.
채동석 부회장은 지난해 8월 청문회 참석 전 올린 글에서 내부고발자를 ‘괴물’이라고 묘사한 것으로 나타났다. 내부고발자 B씨는 최근 사참위에서 진상규명 기여자 인정이 보류됐다. 사참위는 지난달 31일 전원위원회에서 B씨를 진상규명 기여 지원 대상자로 선정하는 안건을 올렸다가 결정을 보류해 가습기 피해자 모임으로부터 반발을 사기도 했다.

## 학력
- 장충고등학교
- 1987년 성균관대학교 철학 학사
- 1990년  조지워싱턴 대학교 경영대학원 경영학 석사

## 경력
- 2001.06 AK DP&F 대표이사
- 2003.03 애경백화점 대표이사
- 2003.03 수원애경역사 대표이사
- 2003.03 평택애경역사 대표이사
- 2006.12 ~ 애경그룹 유통, 부동산개발부문 부회장

## 가족
- 할아버지 : 채구석(蔡龜錫, 1850년 ~ 1920년)
  - 아버지 : 채몽인(蔡夢印, 1917년 ~ 1970년)
  - 어머니 : 장영신 - 애경그룹 회장
  - 형: 채형석 - 애경그룹 총괄부회장
  - 동생 : 채은정
  - 동생 : 채승석 - 애경개발 사장
  - 배우자 : 이정은 - AK플라자 크이에이티브 전략실 실장(전무)
  - 딸 : 채문경
  - 딸 : 채수경